# ظهیرآباد آستانه
ظهیرآباد آستانه روستایی در دهستان آستانه بخش مرکزی شهرستان شازند استان مرکزی ایران است. این روستا در نزدیکی شهر آستانه قرار دارد زبان مردم این روستا ترکی می‌باشد و مردم روستا به کار کشاورزی و خیاطی مشغول هستند. و جمعیت روستا روبه افزایش است 
یل یاتار طوفان یاتار یاتماز ظهیرآباد پرچمی

## جمعیت
بر پایه سرشماری عمومی نفوس و مسکن در سال ۱۳۹۵ جمعیت این روستا ۷۸۱ نفر (۲۴۳خانوار) بوده‌است.